# 보리 음료
보리 음료(Barley Beverage)는 보리추출액 및 기타 여러 가지 재료를 혼합하여 만든 음료를 일컫는 총칭이다. 보리에는 β-glucan(베타글루켄) 성분의 식이섬유가 함유되어 있어 소화흡수 및 다이어트에 도움을 주는 것으로 알려져 있다.

## 역사
대한민국에서는 1980년대에 보리추출액과 액상과당, 탄산가스, 구연산 등을 혼합하여 만든 콜라 형태의 제품인 일화의 《맥콜》이 출시된 것이 보리 탄산 음료의 시초이다. 이 외에도 해태음료의 《보리텐》, 한국코카콜라의 《보리보리》, 롯데칠성음료의 《비비콜》 등이 있었으나,《맥콜》을 제외한 보리 탄산음료는 모두 판매 부진으로 단종되고 말았다. 그러나 맥콜은 사이비 종교인 세계평화통일가정연합의 음료수로 천주교, 기독교(특히 개신교) 신자들이 불매운동을 벌인다. 그러다가 2000년 웅진식품에서 현미보리차 하늘보리가 출시된 이후, 탄산이 첨가되지 않은 단순한 보리차 형태의 제품이 잇달아 출시되어 현재도 인기를 끌고 있으며, 웅진식품에서 보리사이다 하늘보리 톡을 출시하였다.

## 같이 보기
- 보리차
- 맥주
- 탄산 음료
- 하늘보리
- 하늘보리 톡